# Ulrich Lehmann
Ulrich Lehmann, född den 26 januari 1944, är en schweizisk ryttare.
Han tog OS-silver i lagtävlingen i dressyr i samband med de olympiska ridsporttävlingarna 1976 i Montréal.